# Strong Boy
Strong Boy foi um filme de comédia silenciosa estadunidense de 1929, dirigido por John Ford. Era um filme mudo com uma faixa de música sincronizada. O filme hoje é considerado perdido. Um trailer do filme foi descoberto no Arquivo de Filme da Nova Zelândia, em 2010.